# Laura Rogoraová
Laura Rogoraová (nepřechýleně Rogora; * 28. dubna 2001 Řím) je italská reprezentantka ve sportovním lezení, mistryně Itálie v lezení na obtížnost a v boulderingu. Juniorská mistryně světa v boulderingu, juniorská mistryně Evropy v lezení na obtížnost, juniorská vicemistryně Evropy v boulderingu a vítězka Evropského poháru juniorů v lezení na obtížnost i v bouldeirngu.
Lezení se věnuje také její starší sestra Chiara Rogoraová, v roce 2012 byla celkově druhá na Evropském poháru juniorů v lezení na rychlost.

## Výkony a ocenění
- 2015, 2016: mistryně Itálie ve dvou disciplínách (lezení na obtížnost a bouldering)
- 2017: za 5. místo ve finále v kombinaci se nominovala na letní olympijské hry mládeže 2018 v Buenos Aires
- 2018: juniorská mistryně světa, vítězka Evropského poháru juniorů

### Závodní výsledky
| Mistrovství světa | Mistrovství světa |
| Rok               | 2018              |
| ----------------- | ----------------- |
| Obtížnost         | 10                |
| Rychlost          |                   |
| Bouldering        |                   |

| Mistrovství Evropy | Mistrovství Evropy |
| Rok                | 2017               |
| ------------------ | ------------------ |
| Obtížnost          | 6                  |
| Rychlost           | 40                 |
| Bouldering         | —                  |

| Světový pohár | Světový pohár          | Světový pohár   | Světový pohár | Světový pohár |
| Rok           | 2017                   | 2018            | 2019          | 2020          |
| ------------- | ---------------------- | --------------- | ------------- | ------------- |
| Obtížnost     | 19                     | 27              | -             | -             |
| jednotlivě*   | 23-24,-,-,-,11,-,23,6, | -,21,12,41,48,- | -,-,-,12,10,7 | 1             |

* pozn.: nalevo jsou poslední závody v roce
| Mistrovství Itálie | Mistrovství Itálie | Mistrovství Itálie | Mistrovství Itálie |
| Rok                | 2015               | 2016               | 2017               |
| ------------------ | ------------------ | ------------------ | ------------------ |
| Obtížnost          | 1                  | 1                  | 2                  |
| Bouldering         | 1                  | 1                  | 1                  |

| Letní olympijské hry mládeže | Letní olympijské hry mládeže |
| Rok                          | 2018                         |
| ---------------------------- | ---------------------------- |
| Kombinace                    | nominace                     |

| Mistrovství světa juniorů | Mistrovství světa juniorů | Mistrovství světa juniorů | Mistrovství světa juniorů | Mistrovství světa juniorů |
| Rok                       | 2015 kat. B               | 2016 kat. B               | 2017 kat. A               | 2018 kat. A               |
| ------------------------- | ------------------------- | ------------------------- | ------------------------- | ------------------------- |
| Obtížnost                 | 3                         | 3                         | 4                         | 6                         |
| Rychlost                  |                           |                           | 43                        | —                         |
| Bouldering                |                           |                           | 4                         | 1                         |
| Kombinace*                | —                         | —                         | 6                         |                           |

* v roce 2017 se na MSJ lezlo ještě navíc finále v kombinaci podle olympijského formátu (pořadí třech disciplín se násobilo)
| Mistrovství Evropy juniorů | Mistrovství Evropy juniorů | Mistrovství Evropy juniorů | Mistrovství Evropy juniorů |
| Rok                        | 2016 kat. B                | 2017 kat. A                | 2018 kat. A                |
| -------------------------- | -------------------------- | -------------------------- | -------------------------- |
| Obtížnost                  | 1                          | 4                          | 2                          |
| Rychlost                   | —                          | —                          | 21                         |
| Bouldering                 | 2                          | —                          | 13                         |

| Evropský pohár juniorů | Evropský pohár juniorů | Evropský pohár juniorů | Evropský pohár juniorů | Evropský pohár juniorů |
| Rok                    | 2015 kat. B            | 2016 kat. B            | 2017 kat. A            | 2018 kat. A            |
| ---------------------- | ---------------------- | ---------------------- | ---------------------- | ---------------------- |
| Obtížnost              | 4                      | 1                      | 4                      | 1                      |
| jednotlivě* (4/0/0)    | ,4,8,8,                | ,                      | 4,7,4,,5,              | -,,                    |
|                        |                        |                        |                        |                        |
| Bouldering             | 10                     | 1                      | 6                      |                        |
| jednotlivě* (1/2/0)    | 9,12                   | ,,4,11,                | -,-,4,,11,             |                        |

* pozn.: nalevo jsou poslední závody v roce

### Skalní lezení
- 2017: Joe-cita, 9a, Oliana, Španělsko (15 let)